# Колычёв, Василий Петрович
Василий Петрович Колычёв (умер в 1797) — русский писатель
 и драматург.
Из дворян. Автор пьес, из которых три («Бедство, произведенное страстью», трагедия в 5 действиях, «Дворянющейся купец», комедия в 3 действиях, и «Развратность, исправляемая благомыслием», комедия в 5 действиях) были собраны и изданы под заглавием: «Театр Василия Колычева» (М., 1781). Отдельно также была издана пастушья опера: «Тщетная ревность или перевозчик Кусковской». «Дворянющейся купец» шёл в Санкт-Петербургском придворном театре, «Тщетная ревность» — в шереметевском кусковском. Мелкие стихотворения Колычёва были собраны в книжке «Труды уединения» (Москва, 1781).